# Kräftepolygon

Links: vier verschiedene Kräfte; Rechts: Kräftepolygon. bezeichnet die resultierende Kraft

Das Kräftepolygon oder Krafteck (seltener: Kraftpolygon oder Kräfteeck/Kräfte-Eck) ist in der grafischen Statik die Figur, die entsteht, wenn man mehrere Kräfte zeichnerisch so miteinander verbindet, dass der Anfangspunkt der folgenden Kraft jeweils mit dem Endpunkt der vorhergehenden übereinstimmt. Anschaulich gesprochen hängt man die einzelnen Kraftvektoren aneinander. Das Kräftepolygon dient dazu, verschiedene Kräfte zu einer resultierenden Kraft zusammenzusetzen und basiert auf der Vorgehensweise vom Parallelogramm der Kräfte. Es ist eine zeichnerische Variante der Vektoraddition.
Als Ergebnis bildet die Verbindung zwischen Ausgangspunkt und Endpunkt der zuletzt eingezeichneten Kraft die resultierende Kraft und schließt damit das Polygon. Die Reihenfolge, in der die Kräfte eingezeichnet werden, spielt aufgrund des  Kommutativgesetzes der Addition keine Rolle für Größe und Richtung der resultierenden Kraft. Bringt man eine zusätzliche Kraft dazu, welche genau entgegengesetzt zur resultierenden Kraft wirkt (dreht also sozusagen diesen Kraftpfeil um), so halten sich alle Kräfte im Gleichgewicht.

## Beispiel
In der Abbildung sind vier verschieden große Kräfte {\displaystyle {\vec {F_{1}}},{\vec {F_{2}}},{\vec {F_{3}}},{\vec {F_{4}}}} zu sehen, die in verschiedene Richtungen weisen. Die resultierende Kraft {\displaystyle {\vec {F}}_{R}} findet man auch durch die Zeichnung eines Kräftepolygons, indem man die Kräfte von einem Punkt ausgehend nacheinander so einzeichnet, dass jeder Kraftpfeil an den vorhergehenden anschließt. Wenn der Ausgangspunkt mit dem Endpunkt der zuletzt eingezeichneten Kraft verbunden wird, hat man diese resultierende Kraft erhalten.
Gemeinsam mit der Kraft {\displaystyle {\vec {F_{5}}}} wäre das Kräftepolygon geschlossen, die resultierende Kraft also Null bzw. die Kräfte {\displaystyle {\vec {F_{1}}},{\vec {F_{2}}},\ldots ,{\vec {F_{5}}}} im Gleichgewicht.